# Sothöns
Sothöns (Fulica) är ett litet släkte med medelstora rallar (ibland även kallade sumphöns) där merparten av släktets nu levande tio arter återfinns i Sydamerika, men släktet finns även representerat i Nordamerika, Europa, Asien och Afrika.

## Kännetecken
Dessa rallar har till största delen svart fjäderdräkt. I motsats till många andra rallar är sothönorna ganska lätta att få syn på då de gärna simmar öppet ute i vattnet. Alla arter känns igen på en färgad "sköld" ovanför näbbroten. Liksom andra rallar har de flikade tår.

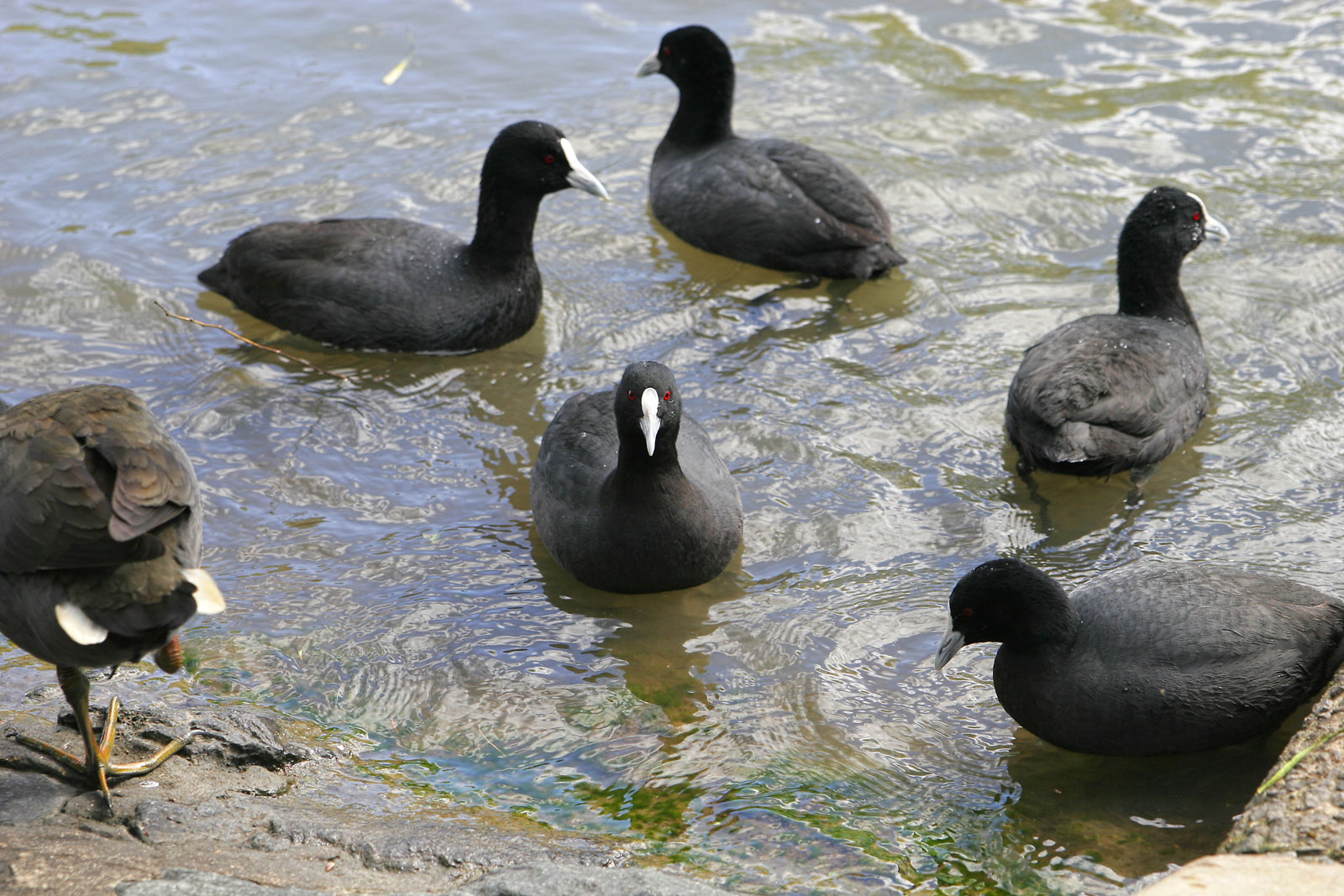
Sothöna

De har små rundade vingar och är inte särskilt skickliga flygare, trots att de flesta kan flyga långa sträckor, vilket bland annat bevisas av att felflugna individer av amerikansk sothöna (Fulica americana) återfunnits i Europa. Alla släktets arter flyttar om nätterna.
De är allätare och lever främst på vattenväxter, men också smådjur och ägg. De är aggressiva i sina revir under häckningsperioden, men övrig tid på året kan de leva i flockar med varierande antal i grunda välgödda vattendrag, som de föredrar.

## Systematik
Sothönsens närmaste släktingar är rörhönsen i Gallinula. Det finns idag tio nu levande arter i släktet. En art har dött ut under historisk tid och man har funnit fyra förhistoriska arter inom släktet, varav två förekom under holocen.

### Nu levande arter
Efter AviList:
- Rödpannad sothöna (Fulica rufifrons)
- Hornsothöna (Fulica cornuta)
- Gulpannad sothöna (Fulica armillata)
- Jättesothöna (Fulica gigantea)
- Sothöna (Fulica atra)
- Kamsothöna (Fulica cristata)
- Hawaiisothöna (Fulica alai)
- Amerikansk sothöna (Fulica americana)
- Vitvingad sothöna (Fulica leucoptera)
- Andinsk sothöna (Fulica ardesiaca)

Tidigare urskildes även en art i Västindien, Fulica caribaea, men den anses idag oftast som en färgmorf av amerikansk sothöna.

## Utdöda arter
- Maskarensothöna (Fulica newtoni) – utdöd sedan 1693
- Chathamsothöna (F. chathamensis) – förhistorisk art som levde på Chathamöarna utanför Nya Zeeland.
- Maorisothöna (F. prisca) – förhistorisk art som levde på Nya Zeeland.
- Chilesothöna (F. montanei) – förhistorisk art som levde i Sydamerika.
- Fulica infelix – fossil från tidig pliocen funnen i Juntura i Nordamerika.
- Fulica shufeldti (syn. Fulica minor) – fossil från pleistocen funnen i Nordamerika. Möjligtvis en underart till amerikansk sothöna.